# 国家粮食和物资储备局
国家粮食和物资储备局，规范化简称国家粮食和储备局，是中华人民共和国国务院主管全国粮食流通和物资储备管理的国务院部委管理的国家局，由国家发展和改革委员会管理。
国家粮食和物资储备局主要负责根据国家储备总体发展规划和品种目录，组织实施国家战略和应急储备物资的收储、轮换、管理，统一负责储备基础设施的建设与管理，对管理的政府储备、企业储备以及储备政策落实情况进行监督检查，负责粮食流通行业管理和中央储备粮棉行政管理等。

## 沿革
2018年3月17日第十三届全国人民代表大会第一次会议通过《第十三届全国人民代表大会第一次会议关于国务院机构改革方案的决定》，批准《国务院机构改革方案》。方案规定：“组建国家粮食和物资储备局。将国家粮食局的职责，国家发展和改革委员会的组织实施国家战略物资收储、轮换和管理，管理国家粮食、棉花和食糖储备等职责，以及民政部、商务部、国家能源局等部门的组织实施国家战略和应急储备物资收储、轮换和日常管理职责整合，组建国家粮食和物资储备局，由国家发展和改革委员会管理。不再保留国家粮食局。”
2018年4月4日，国家粮食和物资储备局挂牌成立。
2020年8月31日，根据国家发展改革委《关于全面推开行业协会商会与行政机关脱钩改革的实施意见》（发改体改〔2019〕1063号），原由粮食局主管的中国粮食行业协会等1家行业协会（商会）与国家粮食和物资储备局分离，依法直接登记、独立运行，剥离行政职能，不再设置业务主管单位。取消对其的直接财政拨款，通过政府购买服务等方式支持其发展。

## 职责
根据《国家粮食和物资储备局职能配置、内设机构和人员编制规定》，粮食和储备局承担下列职能：
1. 起草全国粮食流通和物资储备管理的法律法规草案、部门规章。研究提出粮食流通和物资储备体制改革方案并组织实施。
2. 研究提出国家战略物资储备规划、国家储备品种目录的建议。根据国家储备总体发展规划和品种目录，组织实施国家战略和应急储备物资的收储、轮换和日常管理，落实有关动用计划和指令。
3. 管理国家粮食、棉花和食糖储备，负责中央储备粮棉行政管理。监测国际国内粮食和战略物资供求变化并预测预警，承担全国粮食流通宏观调控的具体工作，承担粮食安全省长责任制考核日常工作。
4. 拟订粮食和物资储备仓储管理有关技术标准和规范并组织实施。负责粮食流通、加工行业安全生产工作的监督管理，承担国家物资储备承储单位安全生产的监管责任。
5. 根据国家储备总体发展规划，统一负责储备基础设施建设和管理。拟订国家储备基础设施、粮食流通设施建设规划并组织实施，管理有关储备基础设施和粮食流通设施国家投资项目。
6. 负责对管理的政府储备、企业储备以及储备政策落实情况进行监督检查。负责粮食流通监督检查，负责粮食收购、储存、运输环节粮食质量安全和原粮卫生的监督管理，组织实施全国粮食库存检查工作。
7. 负责粮食流通行业管理，制定行业发展规划、政策，拟订粮食流通和物资储备有关标准、粮食质量标准，制定有关技术规范并监督执行。负责粮食和物资储备的对外合作与交流。
8. 完成党中央、国务院交办的其他任务。

## 机构设置
根据《国家粮食和物资储备局职能配置、内设机构和人员编制规定》，国家粮食和物资储备局内设机构为副司局级，垂直管理机构为正司局级。国家粮食和物资储备局设置下列机构：

### 内设机构
- 办公室（外事司）
- 粮食储备司
- 物资储备司
- 能源储备司
- 法规体改司
- 规划建设司
- 财务审计司
- 安全仓储与科技司
- 执法督查局
- 机关党委（人事司）
- 离退休干部办公室

### 直属事业单位
- 军粮供应服务中心
- 标准质量中心
- 中国粮食研究培训中心
- 国家粮油信息中心
- 粮食交易协调中心
- 科学研究院
- 宣传教育中心
- 国家物资储备调节中心
- 国家能源储备中心
- 储备安全和应急物资保障中心
- 机关服务中心
- 中国粮油学会
- 中国粮食经济学会

### 主管社会团体
- 中国粮食经济学会
- 中国粮油学会

### 垂直管理机构
- 国家粮食和物资储备局北京局
- 国家粮食和物资储备局河北局
- 国家粮食和物资储备局山西局
- 国家粮食和物资储备局内蒙古局
- 国家粮食和物资储备局辽宁局
- 国家粮食和物资储备局吉林局
- 国家粮食和物资储备局黑龙江局
- 国家粮食和物资储备局安徽局
- 国家粮食和物资储备局江西局
- 国家粮食和物资储备局山东局
- 国家粮食和物资储备局河南局
- 国家粮食和物资储备局湖北局
- 国家粮食和物资储备局湖南局
- 国家粮食和物资储备局广东局
- 国家粮食和物资储备局广西局
- 国家粮食和物资储备局四川局
- 国家粮食和物资储备局贵州局
- 国家粮食和物资储备局云南局
- 国家粮食和物资储备局陕西局
- 国家粮食和物资储备局甘肃局
- 国家粮食和物资储备局青海局
- 国家粮食和物资储备局宁夏局
- 国家粮食和物资储备局新疆局
- 国家粮食和物资储备局上海局（副司局级）
- 国家粮食和物资储备局江苏局（副司局级）
- 国家粮食和物资储备局浙江局（副司局级）

## 历任领导
| 局长 - 张务锋（2018年4月－2022年6月） - 丛亮（2022年7月－2023年8月） - 刘焕鑫（2023年8月－） 副局长 - 曾丽瑛（2018年4月－2020年4月） - 卢景波（2018年4月－2023年11月） - 韩卫江（2018年4月－2020年4月） - 梁彦（2018年5月－2022年6月） - 黄炜（2018年9月－2025年5月） - 贾骞（2020年4月－2023年6月） - 刘小南（2022年11月－） - 钱毅（2023年10月－） - 秦玉云（2024年1月－） - 王宏（2025年6月－） 总工程师 …… - 滕增泰（2025年3月－，兼国家粮食和物资储备局科学研究院党委书记） 督查专员 …… - 李成毅（2020年6月－2025年6月） | 党组书记 - 张务锋（2018年3月－2022年6月） - 丛亮（2022年6月－2023年8月） - 刘焕鑫（2023年8月－） 党组成员 - 曾丽瑛（2018年3月－2020年4月） - 卢景波（2018年3月－2023年11月） - 韩卫江（2018年3月－2020年4月） - 梁彦（2018年5月－2022年6月） - 黄炜（2018年8月－2025年5月） - 贾骞（2020年3月－2023年6月） - 刘小南（2022年11月－） - 钱毅（2023年10月－） - 秦玉云（2024年1月－） - 王宏（2025年6月－） |